# У пошуках капітана Гранта
«У пошуках капітана Гранта» — радянський багатосерійний телевізійний пригодницький фільм Станіслава Говорухіна за мотивами роману Жуля Верна «Діти капітана Гранта». Фільм знятий на Одеській кіностудії і студії «Бояна» (Болгарія) в 1985 році.

## Сюжет
Фільм складається з двох сюжетних ліній. Перша розповідає про життя письменника Жуля Верна та історії створення і публікації роману «Діти капітана Гранта». Друга власне розкриває сюжет роману, так як він поступово народжувався в уяві письменника.
Лорд Гленарван і його дружина Елен здійснюють весільну подорож у шотландських водах на яхті «Дункан». Екіпаж корабля виловлює акулу, в нутрощах якої знаходять пляшку з-під шампанського. В середині неї лежать роз'їдені водою папери на трьох мовах з проханням про допомогу: британське судно затонуло, врятуватись вдалося двом матросам і капітану Гранту. Почувши про знахідку, до лорда приїжджають діти капітана.
Після відмови англійського уряду вести пошуки, лорд Гленарван сам вирішує відправитися на допомогу герою Шотландії. Їм точно відомо, що корабель затонув на 37-й паралелі, але довгота невідома. В пошуках капітана відважні шотландці здійснюють по 37-ій паралелі навколосвітню подорож.
- перша серія — «З Жулем Верном навколо Світу»
- друга серія — «37 паралель»
- третя серія — «Талькав»
- четверта серія — «Золотий бог»
- п'ята серія — «Бен Джойс»
- шоста серія — «У полоні в канібалів»
- сьома серія — «Робінзон Океанії».

## У ролях

Жак Паганель

- Володимир Смирнов — Жуль Верн
- Микола Єрьоменко мол. — лорд Гленарван
- Тамара Акулова — леді Елен Гленарван
- Володимир Гостюхін — майор Мак-Наббс
- Олег Штефанко — капітан Джон Манглс
- Лембіт Ульфсак — Жак Паганель
- Анатолій Рудаков — Олбінет / Анрі
- Галина Струтинська — Мері Грант (Мері Грант — див. титри першої серії)
- Руслан Курашов — Роберт Грант
- Улдіс Ваздікс — Вільсон
- Олександр Абдулов — Боб Деготь
- Борис Хмельницький — капітан Грант
- Федір Одиноков — Падді О'Мур
- Марина Владі — Марко Вовчок
- Коста Цонєв — Етцель
- Аня Пенчева — Оноріна
- Джордже Росіч — Айртон/Бен Джойс
- Явор Мілушев (болг.) — Талькав
- Петр Слабаков — вождь індіанців
- Личезар Стоянов — Раймундо Скорса
- Марін Янев — Надар
- Георгі Стоянов

## Знімальна група
- Автори сценарію і режисери-постановники: Станіслав Говорухін
- Головний оператори: Тимур Зельма
- Головний художники: Валентин Гідулянов
- Художники-постановники: Нікола Костадінов
- Композитори: Ігор Кантюков, за участю Максима Дунаєвського
  - У фільмі використана увертюра Ісаака Дунаєвського з фільму «Діти капітана Гранта», першої радянської екранизації роману 1936 року.
- Режисери: Валентина Зайцева, Катерина Далкаличева
- Художники по костюмах: Галина Уварова, Тетяна Кропивна, Ганна Лискова
- Режисери монтажу: Валентина Олійник, Добрінка Мінова
- Звукооператори: Едуард Гончаренко, Георгі Кристєв
- Художники по гриму: Світлана Кучерявенко, Михайло Фердінандов
- Оператори: М. Народицький, Д. Хаджиїлієв, Г. Тупаров; оператори комбінованих зйомок: А. Сидоров, І. Манєв
- Художники комбінованих зйомок: Олексій Бокатов, К. Пуленко, С. Кесовський
- Документальний матеріал: Сергій Ашкеназі
- Режисер-стажер: В'ячеслав Колегаєв
- Художники-декоратори: Олег Іванов, К. Автов, А. Крутоголов
- Консультанти: Юрій Сенкевич, В. Багіров, С. Таїпов, Кр. Тасєв, Н. Стоянов
- Редактори: Марина Багрій-Шахматова, Олена Демченко, Камєн Русєв
- Директори картини: Раїса Федіна, Джеміля Панібрат, Борис Хаджієв

## Особливості екранізації
Біографія Жуля Верна й сам сюжет роману достатньо вільно витлумачені творцями фільму.
- Згідно з романом, усі мандрівники залишились живими, тоді як у фільмі деякі загинули.
- Повністю змінено пригоди героїв в Патагонії.
- Плавання з Австралії до Нової Зеландії на плоту — модифікація тексту роману.

## Зйомки фільму
- Натурою для зйомок фільму стали пейзажі Болгарії, Криму,[2] акваторія Чорного моря [3].
- Сюжет про Патагонію знімався в околицях Болгарського міста Белоградчик.